# Klîmpuși, Nadvirna
Klîmpuși (în ucraineană Климпуші) este un sat în comuna Bîstrîțea din raionul Nadvirna, regiunea Ivano-Frankivsk, Ucraina.

## Demografie
Componența lingvistică a localității Klîmpuși
     Ucraineană (100%)
Conform recensământului din 2001, toată populația localității Klîmpuși era vorbitoare de ucraineană (100%).